# Noëlle Adam
Noëlle Adam właśc. Huguette Noëlle Adam (ur. 24 grudnia 1933 w La Rochelle) – francuska tancerka i aktorka filmowa.

## Kariera aktorska
Jej najsłynniejsza filmowa rola to tancerka Françoise z grupy Evana Evansa w znanej komedii Człowiek orkiestra (1970), w której zagrała u boku Louisa de Funèsa i Jego syna Oliviera. Z de Funès miała już okazję występować w latach 50., w mniej znanych filmach: Jak włos w zupie (1957) i Ani widu, ani słychu (1958).

## Życie prywatne
Jej pierwszym mężem był amerykański aktor Sydney Chaplin, syn legendarnego komika Charliego Chaplina. Byli małżeństwem od 1960 do rozwodu w 1968 (niektóre źródła podają, że rozwiedli się dopiero w roku 1985). Mieli syna Stephana (ur. 1960). Po rozwodzie z Chaplinem przez lata pozostawała w nieformalnym związku z francuskim piosenkarzem i aktorem Sergem Reggianim. Para zdecydowała się na ślub w 2003, na rok przed śmiercią Reggianiego.

## Filmografia
- Jak włos w zupie (1957) jako Caroline Clément
- Ani widu, ani słychu (1958) jako Arabella de Chaville
- Uwodzicielka (1960) jako Nicole
- Cudowna lampa Aladyna (1961) jako Djalma
- Uwięziona (1968) jako matka Josée
- Człowiek orkiestra (1970) jako Françoise